# 辻井竜一
辻井 竜一（つじい りゅういち、1978年8月21日 - ）は、日本の歌人。川口市短歌連合会副会長。日本短歌協会会員。

## 略歴
1978年8月21日に埼玉県川口市にて生まれる。立教大学経済学部卒業。2007年より穂村弘らが参加する短歌同人誌「かばん」に所属し、「夜はぷちぷちケータイ短歌」などに投稿。吉本興業札幌支社のYouTubeチャンネルであるさつよしTVの芸人歌会への出演でも知られる。近年では、BABYMETALを扱った短歌を詠んでいる。

## 作品

### 歌集
- 『ゆっくり、ゆっくり、歩いてきたはずだったのにね』BookPark 2009年8月
- 『ベスト短歌集　遊泳前夜の歌』角川書店 2013年08月23日 ISBN 978-4046527585

### 寄稿
- 朝日新聞 2016年9月28日夕刊 あるきだす言葉たち「セレブレイション」
- 角川『短歌』2020年4月号「レジスタンスの終焉 BABYMETAL『METAL RESISTANCE EPISODE Ⅹ』に寄せて」
- 映画『滑走路』 原作となった萩原慎一郎原作の映画へのオピニオンコメント[2]

## 受賞歴
- 2010年 第24回川口市芸術奨励賞受賞

## メディア
- 日本テレビ NexT 2013年1月6日『鬼才・辻井竜一が教える「つぶやき短歌の世界」』
- 読売新聞 2010年4月17日夕刊「次世代人」